# Peter Högl
Peter Högl (19 de agosto de 1897 – 2 de maio de 1945) foi um oficial alemão da SS que serviu no Führerbunker em Berlim no fim da Segunda Guerra Mundial.

## Começo da vida e carreira
Högl nasceu na Baviera. Quando ele deixou a escola ele trabalhou como moleiro em Landshut até ele se juntar a 16º Regimento de Infantaria bávaro em 1916; lá ele viu ação na Primeira Guerra Mundial e chegou a patente de Unteroffizier (Suboficial). Ele deixou o Exército em 1919 e se juntou a policia.

## Carreira no Partido Nazista
Ele se juntou a SS em 1933 e se tornou um dos seguranças particulares de Adolf Hitler e se tornou SS-Obersturmführer (Primeiro-tenente) em 1934. Em abril de 1935 ele se tornou vice de Johann Rattenhuber no Reichssicherheitsdienst (O Serviço de Segurança do Reich - RSD) e depois foi chefe do departamento que responsável pelo grupo de segurança pessoal de Hitler. Ele foi então transferido para Obersalzberg, depois para Munique e para Berlim. Ele foi para Berlim em novembro de 1944 como Diretor Criminal e depois foi trabalhar no Führerbunker embaixo da Chancelaria do Reich no centro da capital.

## Captura de Hermann Fegelein
Em 28 de abril de 1945, foi descoberto que Heinrich Himmler estava tentando negociar com os Aliados Ocidentais em segredo por meio do diplomata sueco Folke Bernadotte. Högl foi enviado para encontrar o assistente de Himmler em Berlim, o SS Gruppenführer (Tenente-general) Hermann Fegelein que havia deixado o bunker. Högl capturou Fegelein em seu apartamento aparentemente tentando deixar a capital e fugir com sua amante húngara até a Suécia ou Suíça. Fegelein tinha dinheiro e forjou o passaporte e também estava usando roupas civis. O Tenente-general era na época cunhado de Eva Braun. Hitler ordenou que se montasse um tribunal militar e que Fegelein fosse julgado por uma corte marcial. O General Wilhelm Mohnke presidiu a corte, com a ajuda dos generais Johann Rattenhuber, Hans Krebs e de Wilhelm Burgdorf. Hitler condenou Fegelein à morte. Alguns dizem que foi o próprio Högl que puxou o gatilho e matou Hermann Fegelein.

## Morte
Após a morte de Hitler, Högl ajudou a retirar o corpo do Führer do bunker para o jardim, testemunhou a cremação e depois participou do grupo que escapou da Chancelaria do Reich. Ele foi ferido enquanto andava pela ponte Weidendammer e morreu devido a esses ferimentos em 2 de maio de 1945, aos 47 anos.